# Serghei Trofimenko
Serghei Gheorghievici Trofimenko (în rusă Сергей Георгиевич Трофименко; n. 10/22 septembrie 1899, Breansk, Imperiul Rus – d. 16 octombrie 1953, Moscova, RSFS Rusă, URSS) a fost un comandant militar sovietic din Războiul Civil Rus și din Al Doilea Război Mondial. 

## Începuturi și cariera militară
Trofimenko s-a născut pe 22 septembrie 1899 într-o familie de muncitori ruși. A participat la revoluția comunistă din 1917 din Breansk și a fost unul dintre fondatorii Comsomolului. Tot în același an aderă și la Partidul Bolșevic. A luptat împotriva forțelor rusești anticomuniste, dar și împotriva ucrainenilor și polonezilor. 
După război, a urmat studii superioare la Academia Militară Frunze și la Academia Statului Major. În Al Doilea Război Mondial a luptat în Războiul de Iarnă și în Invazia sovietică a Poloniei, iar în 1941 devine comandantul districtului militar din Asia Centrală.

## Activitatea din România
În timpul Ofensivei Iași-Chișinău, Serghei Trofimenko, care comanda a 27a Armată Sovietică, a reușit să străpungă frontul și să avanseze în România, ocupând orașele Adjud, Focșani, Buzău și Ploiești. Din acest motiv, pe 13 septembrie 1944, a fost decorat cu Ordinul Lenin și cu titlul de Erou al Uniunii Sovietice. 
În Bătălia de la Oarba de Mureș, Trofimenko primește comanda Corpurilor 6 și 4 din Armata Română. Trofimenko propune un atac frontal. Generalii români Ion Dumitru și Edgar Rădulescu insistă că este o strategie riscantă ce va duce la morți inutile și propun un atac prin flancuri. Atât Trofimenko, cât și celălalt comandant sovietic, Rodion Malinovski, refuză și insistă pe ideea atacului frontal. Trofimenko le transmite celor doi generali că „acesta-i ordinul ! Nu mai discutați și vedeți-vă de treabă !”. Soldații care nu înaintau erau amenințați cu împușcarea. Istoricii și analiștii militari consideră că deciziile lui Trofimenko și Malinovski au dus la morți inutile, în bătălie murind peste 11 mii de români, unii chiar lansând ipoteza că acest gest a fost unul intenționat, de răzbunare pentru alianța anterioară a României cu Germania Nazistă și rolul acesteia în Operațiunea Barbarossa.

## Anii de după război și decesul
Trofimenko a fost între 1945-1946 comandantul garnizoanei din Tbilisi, din 1946 a comandat districtul militar Belarus, iar, din 1949, pe cel din Nordul Caucazului. 
Trofimenko a decedat pe 16 octombrie, 1953, la 54 de ani, în Moscova. 